# Leptotyphlops dugandi
Leptotyphlops dugandi är en kräldjursart som beskrevs av  Dunn 1944. Leptotyphlops dugandi ingår i släktet Leptotyphlops och familjen Leptotyphlopidae. Inga underarter finns listade i Catalogue of Life.